# Nona Gaye
Nona Marvisa Gaye (Washington, 4 september 1974) is een Amerikaans zangeres en actrice. Zij is de dochter van zanger Marvin Gaye, en kleindochter van jazz-legende Slim Gaillard.
Als actrice kreeg ze bekendheid door de rol van Zee in The Matrix Reloaded en The Matrix Revolutions.

## Filmografie
- Harlem Nights (1989)

- Ali (2001)
- The Matrix Reloaded en The Matrix Revolutions (2003)
- Crash (2004)
- The Polar Express (2004); stem+motion capture
- XXX: State of the Union (2005)
- The Gospel (2005)
- Blood and Bone (2009)

## Discografie
- Love for the Future (1992)
- Language of Love (2008)

- Bibliothèque nationale de France: cb141806931 (data)
- Gemeinsame Normdatei: 134791592
- International Standard Name Identifier: 0000 0000 3673 1869
- Library of Congress Control Number: n94004738
- MusicBrainz: c62ba11f-0628-4349-82ee-32467a5100ac
- Nationale Bibliotheek van Israël: 987007362632305171
- Système universitaire de documentation: 178787868
- Virtual International Authority File: 69139939
- WorldCat: E39PBJbRkG7m6H4Mkw9jDQGPwC